# Dorothée de Saxe-Lauenbourg
Titres
Reine consort de Danemark et de Norvège
4 juillet 1534 – 1er janvier 1559
(24 ans, 5 mois et 28 jours)
Princesse héritière consort de Danemark et de Norvège
29 octobre 1525 – 4 juillet 1534
(8 ans, 11 mois et 5 jours)
Duchesse consort de Schleswig et d'Holstein
10 avril 1533 – 1er janvier 1559
(11 ans, 1 mois et 5 jours)
La princesse Dorothée de Saxe-Lauenbourg (en allemand : Dorothea von Sachsen-Lauenburg), née le 9 juillet 1511 au château de Lauenburg (duché de Saxe-Lauenbourg) et décédée le 7 octobre 1571 au château de Sønderborg (royaume de Danemark et de Norvège), est reine consort de Danemark et de Norvège en tant qu'épouse du roi Christian III de Danemark.

## Biographie
Fille de Magnus Ier de Saxe-Lauenbourg et de Catherine de Brunswick-Wolfenbüttel, elle épouse le prince Christian le 29 octobre 1525 à Lauenbourg. Ils ont cinq enfants :
- Anne (1532-1585), épouse l'électeur Auguste de Saxe ;
- Frédéric (1534-1588), roi de Danemark et de Norvège ;
- Magnus (1540-1583), roi de Livonie ;
- Jean (1545–1622) ;
- Dorothée (1546–1617), épouse Guillaume VI de Brunswick-Lunebourg.